# ロブ・ウェイレン
ロバート・D・ウェイレン（Robert D. Whalen, 1994年1月31日 - ）は、アメリカ合衆国ペンシルベニア州モンロー郡ストラウズバーグ出身の元プロ野球選手（投手）。右投右打。

## 経歴

### プロ入りとメッツ傘下時代
2012年のMLBドラフト12巡目（全体380位）でニューヨーク・メッツから指名され、プロ入り。契約後、傘下のアパラチアンリーグのルーキー級キングスポート・メッツでプロデビュー。1試合に登板した。
2013年もルーキー級キングスポートでプレーし、12試合に先発登板して3勝2敗、防御率1.87、76奪三振を記録した。
2014年はルーキー級ガルフ・コーストリーグ・メッツとA級サバンナ・サンドナッツでプレーし、2球団合計で14試合（先発12試合）に登板して9勝2敗、防御率1.94、63奪三振を記録した。
2015年は開幕からA+級セントルーシー・メッツでプレーした。

### ブレーブス時代
2015年7月24日にフアン・ウリーベ、ケリー・ジョンソンとのトレードで、ジョン・ガントと共にアトランタ・ブレーブスへ移籍した。移籍後は傘下のA+級カロライナ・マドキャッツでプレーし、移籍前を含めた2球団合計では18試合（先発17試合）に登板して5勝7敗、防御率3.35、68奪三振を記録した。
2016年は開幕からAA級ミシシッピ・ブレーブスでプレーし、AAA級グウィネット・ブレーブスを経て8月3日にメジャー契約を結んでアクティブ・ロースター入りした。メジャーデビューとなった同日のピッツバーグ・パイレーツ戦では先発して5回を4失点で初勝利を挙げた。だが、8月下旬に右肩を痛めて故障者リスト入りすると、以降の登板は無かった。この年メジャーでは5試合に先発登板して1勝2敗、防御率6.57、25奪三振を記録した。

### マリナーズ時代
2016年11月28日にアレックス・ジャクソン、タイラー・パイクとのトレードで、マックス・ポブシーと共にシアトル・マリナーズへ移籍した。
2017年、マイナーでは傘下のAAA級タコマ・レイニアーズで10試合に先発登板して0勝7敗、防御率6.58、43奪三振を記録した。メジャーでは2試合（先発1試合）の登板にとどまった。
2018年はAAA級タコマで7勝を挙げたがメジャー昇格の機会はなく、9月1日にDFAとなり、5日にマイナー契約で残留した。
2019年2月25日に自身のTwitter上で現役引退を表明した。

### メッツ傘下時代
2020年1月27日に古巣のニューヨーク・メッツとマイナー契約を結んで現役に復帰した。しかしながら、新型コロナウイルスの感染拡大の影響でマイナーリーグが開催されなかったため、公式戦での登板機会がないまま5月28日に自由契約となった。

### ツインズ傘下時代
2021年3月5日にアメリカ独立リーグ・アトランティックリーグのウェストバージニア・パワーと契約したが、リーグ開幕前の5月1日にミネソタ・ツインズとマイナー契約を結んだ。傘下AAA級セントポール・セインツで10試合、傘下AA級ウィチタ・ウィンドサージで1試合に登板したが、0勝4敗、防御率8.63という成績に終わり、8月10日に自由契約となった。

### 独立リーグ時代
2021年8月23日に北米独立リーグ・フロンティアリーグのワシントン・ワイルドシングスと契約した。4試合に登板して2勝0敗、防御率1.76という成績を残した。
2022年もワシントン・ワイルドシングスと契約。17試合に先発登板してリーグ最多タイの12勝（3敗）、防御率3.67という好成績を残した。

### メキシカンリーグ時代
2023年1月20日にリーガ・メヒカーナ・デ・ベイスボル（メキシカンリーグ）のモンクローバ・スティーラーズと契約したが、シーズン開幕前の4月10日に自由契約となった。

## 投球スタイル
平均88.6mph（約142.6km/h）のフォーシームを中心とし、それにシンカーとスライダーを織り交ぜる。

## 詳細情報

### 年度別投手成績
| 年 度    | 球 団    | 登 板 | 先 発 | 完 投 | 完 封 | 無 四 球 | 勝 利 | 敗 戦 | セ 丨 ブ | ホ 丨 ル ド | 勝 率 | 打 者 | 投 球 回 | 被 安 打 | 被 本 塁 打 | 与 四 球 | 敬 遠 | 与 死 球 | 奪 三 振 | 暴 投 | ボ 丨 ク | 失 点 | 自 責 点 | 防 御 率 | W H I P |
| -------- | -------- | ----- | ----- | ----- | ----- | -------- | ----- | ----- | -------- | ----------- | ----- | ----- | -------- | -------- | ----------- | -------- | ----- | -------- | -------- | ----- | -------- | ----- | -------- | -------- | ------- |
| 2016     | ATL      | 5     | 5     | 0     | 0     | 0        | 1     | 2     | 0        | 0           | .333  | 110   | 24.2     | 20       | 4           | 12       | 0     | 3        | 25       | 1     | 0        | 20    | 18       | 6.57     | 1.30    |
| 2017     | SEA      | 2     | 1     | 0     | 0     | 0        | 0     | 1     | 0        | 0           | .000  | 31    | 7.1      | 7        | 1           | 2        | 0     | 2        | 2        | 0     | 0        | 5     | 5        | 6.14     | 1.23    |
| 2018     | SEA      | 1     | 0     | 0     | 0     | 0        | 0     | 0     | 0        | 0           | ----  | 14    | 4.0      | 1        | 0           | 1        | 0     | 0        | 0        | 0     | 0        | 0     | 0        | 0.00     | 0.50    |
| MLB：3年 | MLB：3年 | 8     | 6     | 0     | 0     | 0        | 1     | 3     | 0        | 0           | .250  | 155   | 36.0     | 28       | 5           | 15       | 0     | 5        | 27       | 1     | 0        | 25    | 23       | 5.75     | 1.19    |

### 背番号
- 63（2016年 - 2018年）